# Gnamptorhiza
Gnamptorhiza és un gènere d'arnes de la família Crambidae. Conté només una espècie, Gnamptorhiza multiplicalis, que es troba a l'Índia (Muntanyes Khasia).